# Reprezentacja Indii w hokeju na trawie mężczyzn
Reprezentacja Indii w hokeju na trawie mężczyzn jest najbardziej utytułowanym zespołem na świecie w męskim hokeju na trawie.  Zdobyła w swej historii osiem złotych medali Igrzysk olimpijskich (1928, 1932, 1936, 1948, 1952, 1956, 1964, 1980), jeden złoty medal Mistrzostw świata (1975) i cztery złote medale Igrzysk Azjatyckich (1966, 1998, 2014, 2022).
Reprezentacja Indii także wielokrotnie występowała w zawodach Champions Trophy zajmując dwa razy 2. miejsce (2016, 2018) oraz raz 3. miejsce (1982).

## Osiągnięcia

### Igrzyska olimpijskie
- nie startowali - 1908
- nie startowali - 1920
- 1. miejsce - 1928
- 1. miejsce - 1932
- 1. miejsce - 1936
- 1. miejsce - 1948
- 1. miejsce - 1952
- 1. miejsce - 1956
- 2. miejsce - 1960
- 1. miejsce - 1964
- 3. miejsce - 1968
- 3. miejsce - 1972
- 7. miejsce - 1976
- 1. miejsce - 1980
- 5. miejsce - 1984
- 6. miejsce - 1988
- 7. miejsce - 1992
- 8. miejsce - 1996
- 7. miejsce - 2000
- 7. miejsce - 2004
- nie zakwalifikowali się - 2008
- 12. miejsce - 2012
- 8. miejsce - 2016
- 3. miejsce - 2020
- 3. miejsce - 2024

### Mistrzostwa świata
- 3. miejsce - 1971
- 2. miejsce - 1973
- 1. miejsce - 1975
- 6. miejsce - 1978
- 5. miejsce - 1982
- 12. miejsce - 1986
- 10. miejsce - 1990
- 5. miejsce - 1994
- 9. miejsce - 1998
- 10. miejsce - 2002
- 11. miejsce - 2006
- 8. miejsce - 2010
- 9. miejsce - 2014
- 6. miejsce – 2018
- 9. miejsce – 2023

### Igrzyska azjatyckie
- 2. miejsce - 1958
- 2. miejsce - 1962
- 1. miejsce - 1966
- 2. miejsce - 1970
- 2. miejsce - 1974
- 2. miejsce - 1978
- 2. miejsce - 1982
- 3. miejsce - 1986
- 2. miejsce - 1990
- 2. miejsce - 1994
- 1. miejsce - 1998
- 2. miejsce - 2002
- 5. miejsce - 2006
- 3. miejsce - 2010
- 1. miejsce - 2014
- 3. miejsce - 2018
- 1. miejsce - 2022